# Arena Hash (álbum)
Arena Hash es el primer disco de la banda de rock peruano Arena Hash , lanzado en 1988.

## Lista de temas
| Arena Hash (casete de Sono Sur cara A) |                         |                                                                |          |  |
| N.º                                    | Título                  | Escritor(es)                                                   | Duración |  |
| 1.                                     | «Bésame»                | Pedro Suárez Vértiz y Patricio Suárez Vértiz                   | 3:33     |  |
| 2.                                     | «El rey del ah, ah, ah» | Pedro Suárez Vértiz                                            | 3:45     |  |
| 3.                                     | «Y es que sucede así»   | Pedro Suárez Vértiz                                            | 3:50     |  |
| 4.                                     | «Murciélago Rodrigo»    | Pedro Suárez Vértiz                                            | 3:12     |  |
| 5.                                     | «El túnel del bus»      | Pedro Suárez Vértiz, Arturo Pomar Jr. y Patricio Suárez Vértiz | 4:26     |  |

| Arena Hash (casete de Sono Sur cara B) |                                                                       |                                                                |          |  |
| N.º                                    | Título                                                                | Escritor(es)                                                   | Duración |  |
| 6.                                     | «Volar, volar»                                                        | Pedro Suárez Vértiz, Arturo Pomar Jr. y Patricio Suárez Vértiz | 3:05     |  |
| 7.                                     | «A ese infierno no voy a volver» (Brian Monroney en primera guitarra) | Pedro Suárez Vértiz, Arturo Pomar Jr. y Patricio Suárez Vértiz | 3:23     |  |
| 8.                                     | «Materialismo sexual»                                                 | Pedro Suárez Vértiz y Patricio Suárez Vértiz                   | 3:46     |  |
| 9.                                     | «¿Cómo te va, mi amor?»                                               | Pedro Suárez Vértiz                                            | 5:32     |  |
| 10.                                    | «Quiero vivir tal vez sin amor»                                       | Christian Meier                                                | 3:01     |  |

| Arena Hash, segunda edición (casete de CBS cara A) |                        |          |  |
| N.º                                                | Título                 | Duración |  |
| 1.                                                 | «Kangrejo» (Sacudía)   | 4:38     |  |
| 2.                                                 | «No cambiaré»          | 2:50     |  |
| 3.                                                 | «Me resfrié en Brasil» | 3:50     |  |
| 4.                                                 | «Escóndeme»            | 3:33     |  |
| 5.                                                 | «Frustrado emocional»  | 4:12     |  |

| Arena Hash, segunda edición (casete de CBS cara B) |                                |          |  |
| N.º                                                | Título                         | Duración |  |
| 6.                                                 | «Cuando la cama me da vueltas» | 3:04     |  |
| 7.                                                 | «Stress»                       | 4:09     |  |
| 8.                                                 | «Mueve lo que puedas»          | 3:36     |  |
| 9.                                                 | «De ti me va quedando nada»    | 3:41     |  |
| 10.                                                | «Rompe orejas»                 | 3:43     |  |

## Integrantes
- Pedro Suárez-Vértiz - Voz y guitarra
- Christian Meier - Teclado y coros
- Patricio Suárez-Vértiz - Bajo
- Arturo Pomar Jr. - Batería

## Personal
- Manuel Garrido-Lecca Álvarez-Calderón - Producción Musical
- Luis Temple - Ingeniero de grabación y mezcla
- Carlos Espinoza - Saxo en (7)
- Mickey "Coyote" Denegri - Guitarra en (10)
- Eduardo "Huevo" Chávez - Guitarra en (2) y coros en (3)
- Lito Figueroa - Teclados en (8)
- Germán González - Percusión en (3)
- Vivian Woloh - Coros en (1)
- Heidi Fridmann - Coros en (1)